# Stelis stevensonii
Stelis stevensonii är en orkidéart som beskrevs av Carlyle August Luer. Stelis stevensonii ingår i släktet Stelis och familjen orkidéer. Inga underarter finns listade i Catalogue of Life.